# Drosanthemopsis
Drosanthemopsis is een geslacht uit de ijskruidfamilie (Aizoaceae). De soorten komen voor in de Kaapprovincie in Zuid-Afrika.

## Soorten
- Drosanthemopsis bella Klak
- Drosanthemopsis diversifolia (L.Bolus) Klak
- Drosanthemopsis kwaganapensis Klak
- Drosanthemopsis vaginata (L.Bolus) Rauschert

... · 
Antimima · 
Argyroderma · 
Carpobrotus · 
Disphyma · 
Dorotheanthus · 
Gibbaeum · 
Lapidaria · 
Lithops · 
Mesembryanthemum · 
Sceletium · 
Tetragonia · 
...